# Vladimir Krasnov
Vladimir Krasnov (Bratsk, Rusia, 19 de agosto de 1990) es un atleta ruso, especialista en la prueba de 4x400 m, con la que llegó a ser medallista de bronce mundial en 2013.

## Carrera deportiva
En el Mundial de Moscú 2013 gana la medalla de bronce en los relevos 4x400 metros, tras Estados Unidos y Jamaica.